# Ján Franek
Ján Franek est un boxeur tchécoslovaque né le 14 avril 1960 à Žilina.

## Carrière
Sa  carrière amateur est principalement marquée par une médaille de bronze remportée aux Jeux olympiques d'été de 1980 à Moscou dans la catégorie des poids super-welters.

### Jeux olympiques
Médaille de bronze en -71 kg aux Jeux de 1980 à Moscou